# Symplectrodia gracilis
Symplectrodia gracilis là một loài thực vật có hoa trong họ Hòa thảo. Loài này được Lazarides miêu tả khoa học đầu tiên năm 1984 publ. 1985.